# ساوث سان غابرييل (كاليفورنيا)
ساوث سان غابرييل (بالإنجليزية: South San Gabriel CDP, California)‏ هي منطقة سكنية تقع بولاية كاليفورنيا في الولايات المتحدة. تبلغ مساحتها 2.158 كم2، وترتفع عن سطح البحر 83 م، بلغ عدد سكانها 8,070 نسمة في عام 2010 حسب إحصاء مكتب تعداد الولايات المتحدة وتصل الكثافة السكانية فيها 3,739.6 نسمة لكل كيلومتر مربع (9,685.5/ميل2).

## التركيبة السكانية
حدّد مكتب تعداد الولايات المتحدة بيانات التركيبة السكانية لساوث سان غابرييل في تعداد الولايات المتحدة. في ما يلي، التركيبة السكانية حسب تعدادي 2000 و2010.

### تعداد عام 2000
بلغ عدد سكان ساوث سان غابرييل 7,595 نسمة بحسب تعداد عام 2000، وبلغ عدد الأسر 2,091 أسرة وعدد العائلات 1,728 عائلة مقيمة في المنطقة السكنية. في حين سجلت الكثافة السكانية 3,519.5 نسمة لكل كيلومتر مربع (9,115.5/ميل2). وبلغ عدد الوحدات السكنية 2,166 وحدة بمتوسط كثافة قدره 1,003.7 لكل كيلومتر مربع (2,599.6/ميل2).
وتوزع التركيب العرقي للمنطقة السكنية بنسبة 30.72% من البيض و0.39% من الأمريكيين الأفارقة و1.17% من الأمريكيين الأصليين و43.34% من الأمريكيين ذوي الأصول الآسيوية و0.20% من سكان جزر المحيط الهادئ و19.93% من الأعراق الأخرى و4.24% من عرقين مختلطين أو أكثر و45.96% من الهسبانيون أو اللاتينيون من أي عرق.
بلغ عدد الأسر 2,091 أسرة كانت نسبة 45.9% منها لديها أطفال تحت سن الثامنة عشر تعيش معهم، وبلغت نسبة الأزواج القاطنين مع بعضهم البعض 57.6% من أصل المجموع الكلي للأسر، ونسبة 17.7% من الأسر كان لديها معيلات من الإناث دون وجود شريك، بينما كانت نسبة 7.3% من الأسر لديها معيلون من الذكور دون وجود شريكة وكانت نسبة 17.4% من غير العائلات. تألفت نسبة 13.7% من أصل جميع الأسر من عدة أفراد يعيشون في نفس المنزل ونسبة 6.5% كانت تتألف من شخص يعيش بمفرده يبلغ من العمر 65 عاماً أو أكثر. وبلغ متوسط حجم الأسرة المعيشية 3.52، أما متوسط حجم العائلات فبلغ 3.85.
بلغ العمر الوسطي للسكان 36.0 عاماً. وكانت نسبة 25% من القاطنين تحت سن الثامنة عشر، وكانت نسبة 9% بين الثامنة عشر والرابعة والعشرين عاماً، ونسبة 28.9% كانت واقعةً في الفئة العمرية ما بين الخامسة والعشرين والرابعة والأربعين عاماً، ونسبة 22% كانت ما بين الخامسة والأربعين والرابعة والستين، ونسبة 12.2% كانت ضمن فئة الخامسة والستين عاماً فما فوق. يوجد لكل 100 أنثى 96.0 ذكر، ويوجد لكل 100 أنثى في الثامنة عشر من عمرها فما فوق 94.1 ذكر.
بلغ متوسط دخل الأسرة في المنطقة السكنية 51,563 دولارًا، أما متوسط دخل العائلة فبلغ 50,505 دولارًا. وكان متوسط دخل الذكور 39,079 دولارًا مقابل 32,458 دولارًا للإناث. وسجل دخل الفرد الخاص بالمنطقة السكنية 17,213 دولارًا. وكانت نسبة 10.1% من العائلات ونسبة 13.5% من السكان تحت خط الفقر، وكان من هؤلاء نسبة 15% تحت سن الثامنة عشر ونسبة 16% في الخامسة والستين من العمر وما فوق.

### تعداد عام 2010
بلغ عدد سكان ساوث سان غابرييل 8,070 نسمة بحسب تعداد عام 2010، وبلغ عدد الأسر 2,249 أسرة وعدد العائلات 1,853 عائلة مقيمة في المنطقة السكنية. في حين سجلت الكثافة السكانية 3,739.6 نسمة لكل كيلومتر مربع (9,685.5/ميل2). وبلغ عدد الوحدات السكنية 2,353 وحدة بمتوسط كثافة قدره 1,090.4 لكل كيلومتر مربع (2,824.1/ميل2).
وتوزع التركيب العرقي للمنطقة السكنية بنسبة 27.24% من البيض و1.03% من الأمريكيين الأفارقة و0.69% من الأمريكيين الأصليين و49.44% من الأمريكيين ذوي الأصول الآسيوية و0.05% من سكان جزر المحيط الهادئ و17.68% من الأعراق الأخرى و3.87% من عرقين مختلطين أو أكثر و42.68% من الهسبانيون أو اللاتينيون من أي عرق.
بلغ عدد الأسر 2,249 أسرة كانت نسبة 38.9% منها لديها أطفال تحت سن الثامنة عشر تعيش معهم، وبلغت نسبة الأزواج القاطنين مع بعضهم البعض 55.5% من أصل المجموع الكلي للأسر، ونسبة 17.5% من الأسر كان لديها معيلات من الإناث دون وجود شريك، بينما كانت نسبة 9.4% من الأسر لديها معيلون من الذكور دون وجود شريكة وكانت نسبة 17.6% من غير العائلات. تألفت نسبة 13.7% من أصل جميع الأسر من عدة أفراد يعيشون في نفس المنزل ونسبة 6.7% كانت تتألف من شخص يعيش بمفرده يبلغ من العمر 65 عاماً أو أكثر. وبلغ متوسط حجم الأسرة المعيشية 3.48، أما متوسط حجم العائلات فبلغ 3.76.
بلغ العمر الوسطي للسكان 40.5 عاماً. وكانت نسبة 20.4% من القاطنين تحت سن الثامنة عشر، وكانت نسبة 9.1% بين الثامنة عشر والرابعة والعشرين عاماً، ونسبة 26.1% كانت واقعةً في الفئة العمرية ما بين الخامسة والعشرين والرابعة والأربعين عاماً، ونسبة 27.6% كانت ما بين الخامسة والأربعين والرابعة والستين، ونسبة 16.8% كانت ضمن فئة الخامسة والستين عاماً فما فوق. وتوزع التركيب الجنسي للسكان بنسبة 48.2% ذكور و51.8% إناث.